# Підборново
Підбо́рново (рос. Подборново) — присілок в Балезінському районі Удмуртії, Росія.

## Населення
Населення — 95 осіб (2010; 169 в 2002).
Національний склад станом на 2002 рік:
- удмурти — 96 %